# 2S5 Giatsint-S
2S5 Giatsint-S (en rus 2C5 Гиацинт-С "Jacint") és canó autopropulsat de l'exèrcit soviètic de 152 mm. Desenvolupat a la planta d'enginyeria de transport Ural. El dissenyador en cap del xassís és G. S. Efimov, el canó 2A37 de 152 mm és I. N. Kalachnikov, la munició de 152 mm és A. A. Kallistov. Dissenyat per suprimir i destruir les armes d'atac nuclear, destruir unitats de comandament i control enemigues, personal posterior, mà d'obra i equipament militar a les zones de concentració i fortaleses, així com per a la destrucció de fortificacions.

## Història de la creació
Amb la renúncia de Nikita Khrusxov, després d'una pausa de gairebé deu anys, es va reprendre el treball sobre les armes d'artilleria a l'URSS. Primer, sobre la base del departament d'armes de míssils del Tercer Institut Central d'Investigació, i després en les unitats d'armes d'artilleria recentment recreades. El 1965, el ministre de Defensa de l'URSS va aprovar un programa de desenvolupament d'artilleria. En aquest moment, els canons autopropulsats de casc M107 ja estaven en servei amb l'exèrcit dels EUA. Al mateix temps, els resultats de l'ús de canons M-46 en un duel d'artilleria entre la Xina i Taiwan van mostrar el rang de tir insuficient de l'artilleria del cos soviètic, per la qual cosa era necessari desenvolupar un nou sistema amb un abast de tir més gran. En el període de 1968 a 1969, el 3r Institut Central de Recerca, juntament amb empreses de la indústria de la defensa, va dur a terme el treball de recerca "Èxit", en el marc del qual es va determinar l'aparició de prometedors sistemes d'artilleria i les seves direccions de desenvolupament fins a 1980, i el 8 de juny de 1970, es va emetre un decret del Comitè Central del PCUS i del Consell de Ministres de l'URSS núm. 427-151. D'acord amb aquest decret, es va iniciar oficialment el desenvolupament d'un nou canó de casc de 152 mm en versions remolcada i autopropulsada.
Anteriorment, el 27 de novembre de 1968, el Ministeri d'Indústria de Defensa va aprovar la decisió núm. 592, ordenant l'inici dels treballs d'investigació per crear un reemplaçament per al canó remolc M-46. Durant la investigació, es van desenvolupar tres variants de canons autopropulsats. El primer - amb una instal·lació de pistola oberta, el segon - amb una instal·lació de pistola de picar, el tercer amb una instal·lació de pistola tancada en una torreta giratòria. El setembre de 1969, els materials de disseny preliminar van ser revisats per una comissió del Ministeri de Defensa de l'URSS. A partir dels resultats del treball, es va trobar que una instal·lació oberta de la pistola seria òptima per a la nova pistola autopropulsada. Els desenvolupaments resultants van formar la base del treball de desenvolupament sota el nom de "Giatsint-S" (índex GRAU 2S5). Havia d'entrar en servei amb regiments d'artilleria i brigades de cossos i exèrcits per substituir els canons M-46 de 130 mm i els canons M-47 de 152 mm.
La planta d'enginyeria de transport Ural va ser designada com a desenvolupadora principal del 2S5, el canó 2A37 va ser dissenyat a l'Oficina de Disseny de la planta de construcció de màquines de Perm que porta el nom de V.I. A la primavera de 1971, es van fabricar dues instal·lacions balístiques amb una longitud de canó de 7200 mm a la planta de construcció de màquines de Perm per provar la càrrega de munició de l'arma. No obstant això, a conseqüència del lliurament tardà dels cartutxos, les proves van començar només el setembre de 1971 i van continuar fins al març de 1972. Les proves van demostrar que les petxines, quan s'utilitzaven una càrrega completa de 18,4 kg, tenien una velocitat inicial de 945 m/s i un abast de 28,5 km. Amb una càrrega millorada que pesava 21,8 kg, l'autonomia era de 31,5 km i la velocitat inicial era de 975 m/s. En aquest cas, es va observar un fort impacte de l'onada del morrió. Per eliminar aquest problema, la massa de la càrrega de pols es va reduir a 20,7 kg i es va introduir un broquet llis al canó de la pistola. L'abril de 1972 es va finalitzar el disseny del canó i, a finals d'any, es van enviar dos prototips del canó 2A37 a la planta d'enginyeria de transport Ural per instal·lar-los en un xassís autopropulsat. Els prototips dels canons autopropulsats 2S5 es van enviar primer a la fàbrica i després a les proves de camp. El 1974, es va completar el cicle complet de proves dels canons autopropulsats Giatsint-S, després del qual es van començar els preparatius per a la producció en massa.
Al mateix temps, basant-se en el 2S5, es va desenvolupar una altra versió dels canons autopropulsats sota la designació 2S11 Giatsint-SK. La diferència amb la mostra base va ser el mètode de càrrega de la tapa, dissenyat per reduir el cost de produir càrregues eliminant les mànigues de llautó de la composició. Durant el treball, es va utilitzar la base científica i tècnica per a les versions de cartutxos dels obusos autopropulsats 2S1 Gvozdika i 2S3 Akàtsia, però finalment es va acceptar per a la producció la versió amb càrrega de caixa independent. El 20 de gener de 1975, per resolució del Comitè Central del PCUS i el Consell de Ministres de l'URSS núm. 68-25, l'exèrcit soviètic va adoptar el canó autopropulsat 2S5 "Giatsint-S".
El primer lot d'instal·lació dels canons autopropulsats 2S5 es va fabricar el 1976 , i el 1977 va començar la producció en sèrie a gran escala a la planta d'enginyeria de transport Ural . La producció del canó 2A37 va ser realitzada per la planta Lenin de Perm . La producció de 2S5 va continuar fins al col·lapse de la Unió Soviètica i es va aturar el 1993 en només 17 anys de producció, es van produir fins a 2000 unitats de 2S5.

## Característiques

### Casc
L'obús autopropulsat 2S5 Giatsint està fabricat segons el disseny sense torreta amb un muntatge de canó obert. La carrosseria del vehicle està soldada amb plaques de blindatge d'acer laminat i es divideix en tres compartiments: compartiments de potència (motor i transmissió), compartiments de control i combat. El compartiment del motor i la transmissió es troba a la part davantera del casc a estribord. A l'esquerra hi ha el seient del conductor amb els controls del xassís. Darrere del seient del mecànic del conductor hi ha un lloc de treball del comandant del vehicle amb una torreta giratòria. El compartiment de lluita es troba a la part central i posterior del casc. S'instal·len estibaments mecanitzats a la part central del casc per acollir munició transportable. A banda i banda de l'estiba al llarg dels laterals hi ha seients per als membres de la tripulació. Al costat d'estribord a la part davantera hi ha un seient d'operador, a la part posterior hi ha un seient d'artiller. Un seient de l'operador està instal·lat al costat esquerre. A la part posterior del casc hi ha quatre dipòsits de combustible, un mecanisme de bloqueig per a les safates d'alimentació i una escotilla per subministrar munició des del compartiment de lluita. Les bigues amb frontisses s'instal·len a la placa de popa del casc, a la qual es fixa la placa base de la pistola autopropulsada. La part d'artilleria d'un canó autopropulsat s'instal·la al sostre d'una plataforma giratòria. Per protegir-se de les bales i la metralla, el lloc de treball de l'artiller està equipat amb una espitllera blindada. A la part davantera de la màquina, a la part inferior del full frontal, s'instal·la una fulla per a l'autoexcavació. El gruix del full frontal és de 30 mm.

### Armament

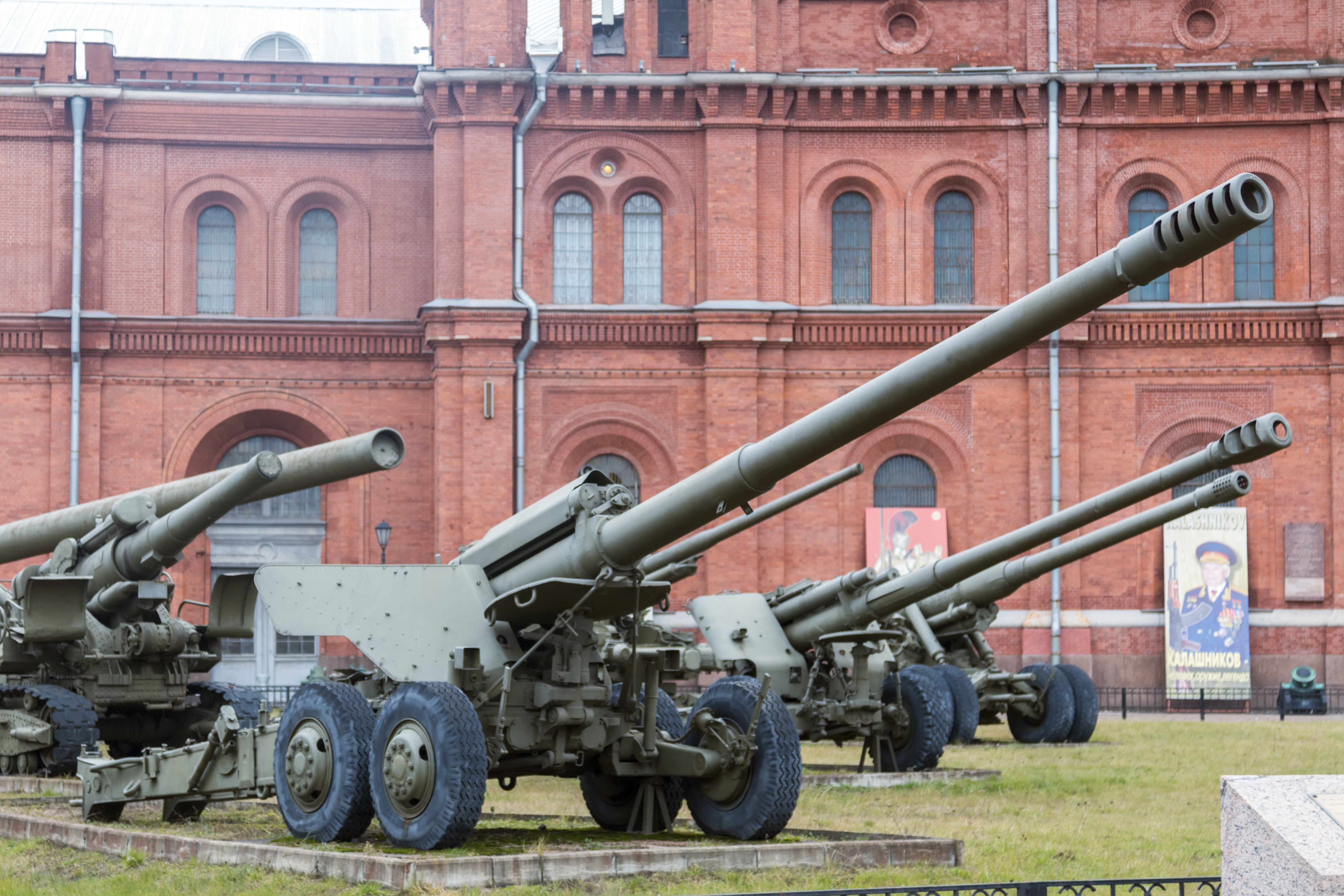
L'obus que utlitza el 2S5 Giatsint-S

L'armament principal és un obús 2A37 de 152 mm , que té una cadencia de foc màxima de 5-6 rondes per minut. Té dues posicions: viatge i combat. En la posició estibada, la placa de suport s'eleva verticalment i es troba darrere de la làmina posterior de popa. En combat, la placa s'inclina cap enrere mitjançant un sistema hidràulic i es recolza a terra. El mecanisme de càrrega i l'apilament mecanitzat proporcionen un cicle de càrrega automatitzat . El mecanisme de càrrega és semiautomàtic amb un transportador de cadena i accionament elèctric. Amb l'ajuda del mecanisme de càrrega, els elements dels trets es traslladen a la línia de distribució. Quan es dispara, es poden disparar trets no només des del bastidor de municions, sinó també des del terra.
Més dels tipus convencionals de munició, Giatsint-S pot disparar 10 tipus de munició nuclear especial amb un rendiment de 0,1 a 2 kt d'equivalent TNT. A més, la pistola autopropulsada 2S5 està equipada amb una metralladora PKT de 7,62 mm. La metralladora està muntada a la torreta d'un comandant giratori, els angles de guia vertical oscil·len entre -6° i +15°, i els angles de guia horitzontals oscil·len entre 164° a l'esquerra i 8° a la dreta. Per a les armes personals de la tripulació, hi ha cinc muntatges per als rifles d'assalt AKMS, així com un suport per a una pistola de bengales. Per combatre els vehicles blindats enemics, el casc del canó autopropulsat té un suport per al llançagranades antitanc RPG-7V. En cas de perill d'atac des de l'aire, els canons autopropulsats contenen el sistema de defensa aèria portàtil 9K32M Strela-2M. La càrrega de munició transportable d'armes addicionals inclou: 1.500 cartutxos per a una metralladora, 1.500 cartutxos per a metralladores, 20 coets per a una pistola de senyal, 5 granades per a un llançagranades antitanc i 2 coets per a un míssil antiaeri portàtil.

### Equips de vigilància i comunicacions
Per apuntar l'arma, realitzar reconeixements de la zona durant el dia i la nit, així com per disparar una metralladora, s'instal·la una mira combinada TKN-3A amb un reflector OU-3GK a la cúpula del comandant. La posició del tirador està equipada amb una mira panoràmica d'artilleria PG-1M per disparar des de posicions de tir indirecte i una mira de foc directe OP-4M-91A per disparar als objectius observats. La posició del mecànic del conductor està equipada amb dos dispositius d'observació de prismes TNPO-160, així com un dispositiu de visió nocturna TVN-2BM per conduir de nit.
La comunicació de ràdio externa és compatible amb l'estació de ràdio R-123. L'estació de ràdio funciona en el rang VHF i proporciona una comunicació estable amb estacions similars a una distància de fins a 28 km, depenent de l'alçada de l'antena d'ambdues estacions de ràdio. Les negociacions entre els membres de la tripulació es duen a terme a través de l'equip d'intercomunicació R-124.

### Motor i transmissió
El 2S5 està equipat amb un motor dièsel de quatre temps V-59 de 12 cilindres en forma de V, refrigerat per líquid amb sobrealimentació inercial amb una potència de 520  CV. A més del gasoil, el motor pot funcionar amb querosè de les marques TS-1, T-1 i T-2.
La transmissió és mecànica, de doble flux, amb un mecanisme de rotació planetari. Té sis marxes endavant i dues enrere. La velocitat màxima teòrica en sisena marxa endavant és de 60 km/h. En la segona marxa enrere, s'asseguren velocitats de desplaçament de fins a 14 km/h.

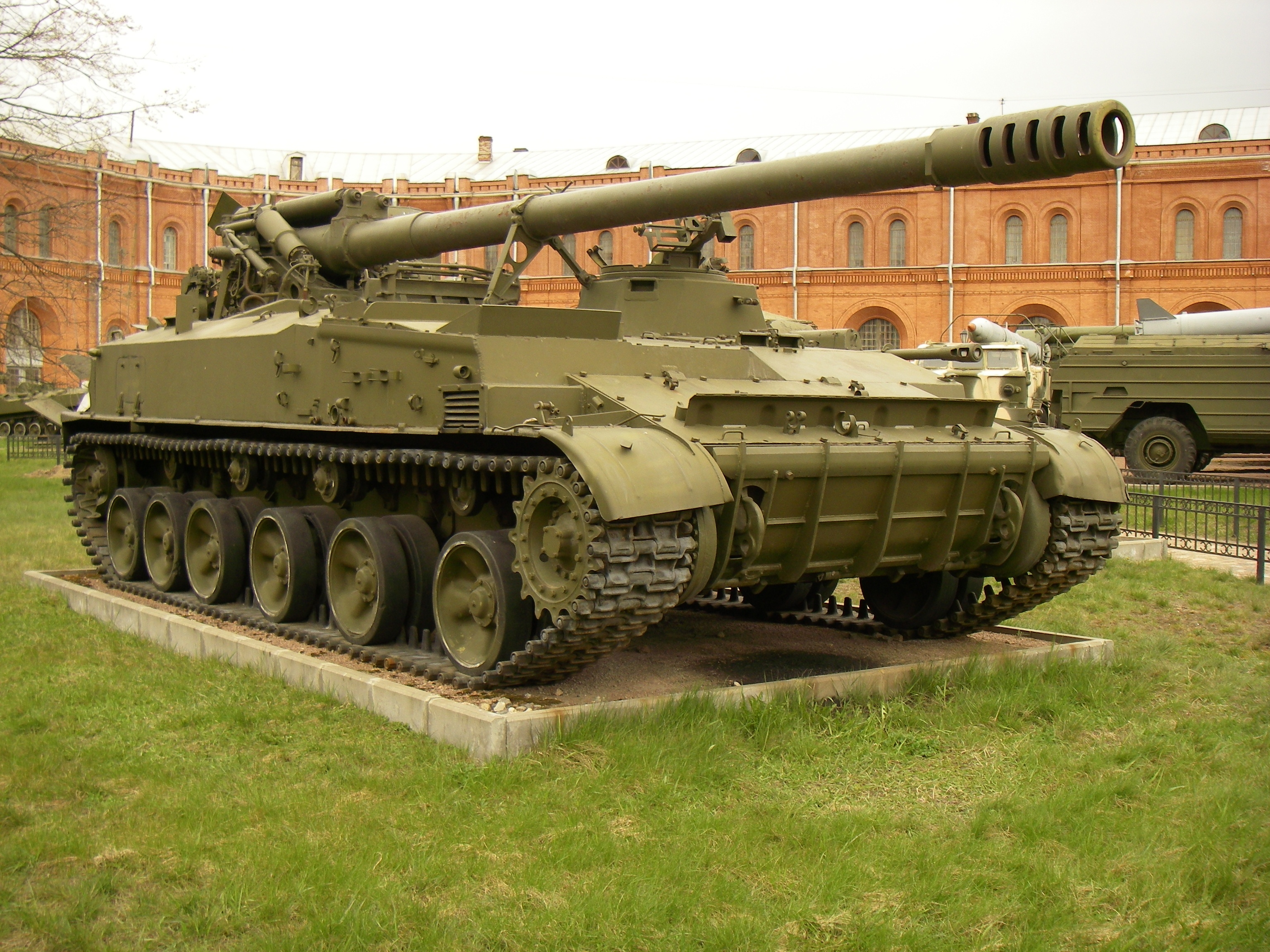
Un exemplar de 2S5 Giatsint-S al museu d'artilleria de Sant Peterburg

### Xassís
El xassís 2S5 és un xassís del caçatancs SU-100P modificat i consta de sis parells de rodes de carretera recobertes de goma i quatre parells de corrons de suport. Hi ha rodes guia a la part posterior de la màquina i rodes motrius a la part davantera. El cinturó d'eruga està format per petits enllaços amb frontisses de metall i cautxú de l'enganxament de la llanterna. L'amplada de cada pista és de 484 mm amb un pas de 125 mm. Suspensió 2S3 és barra de torsió individual. El primer i el sisè rodet de suport estan equipats amb amortidors hidràulics de doble cara.

## Historial de servei
L'obús autopropulsat 2S5 Giatsint-S va entrar en servei amb regiments d'artilleria i brigades dels exèrcits d'armes combinades de les Forces Terrestres de l'URSS per substituir els canons M-46 i M-47. Cada brigada d'artilleria constava de 5 divisions (4 d'artilleria autopropulsada de canons i 1 de reconeixement), cada divisió d'artilleria constava de tres bateries. Les bateries d'artilleria constaven de sis canons autopropulsats 2S5 (un total de 18 canons a la divisió), però algunes divisions tenien 4 bateries de 6 canons de 152 mm o 3 bateries de vuit canons (és a dir, 24 canons en la divisió).

### Ús en combat
L'obús autopropulsat 2S5 Giatsint-S va rebre el seu bateig de foc durant Guerra afgano-soviètica. Van ser utilitzats fins a un punt limitat com a part dels grups tàctics del batalló a la Primera Guerra txetxènia.
El 2014, durant la guerra al Donbàs, el 2S5 va ser fet servir pels separatistes prorussos i les tropes ucraïneses.
Usat per ambdues parts durant la invasió russa d'Ucraïna del 2022. Per fonts d'Oryx van calcular que durant el conflicte, el bàndol rus va perdre en total 79 obusos, dels quals 65 són destruïts i 6 són capturats i per la part ucraïnesa: 3 obusos dels quals 1 destruït i 3 capturats.

## Modificació
- 2S5M: Difereix del vehicle base en la instal·lació de l'ASUNO 1V514-1 "Mekhanizator-M", així com una unitat d'artilleria modernitzada que permet l'ús de nous obusos de fragmentació d'alt explosiu de 152 mm 3OF60 amb un generador de gas inferior. Amb un rang de tir màxim de fins a 37 km.
- 2S5M1: Difereix de la 2S5M en la unitat d'artilleria de calibre 155 mm utilitzada, que permet l'ús de projectils L15A1 amb un rang de tir de fins a 30 km, així com proxecs ERFB BB amb un rang de tir de fins a 41 km.[12]

## Operadors

### Actuals
- Països en blau són on tenen un 2S5 en servei. Països en vermell tenien un 2S5 en servei. Bielorússia: 107 unitats de 2S5 a partir de 2024.[13]

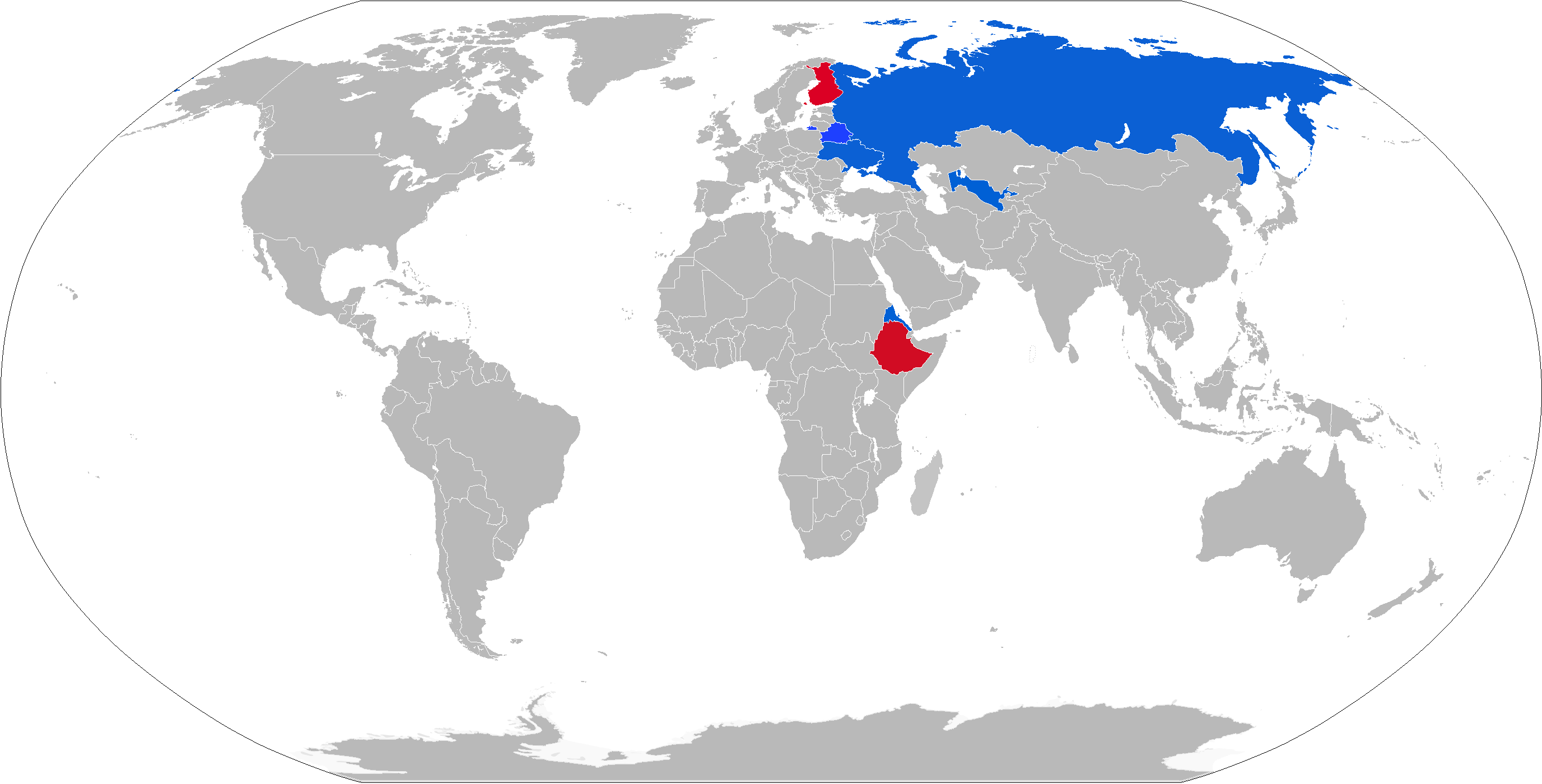
Països en blau són on tenen un 2S5 en servei. Països en vermell tenien un 2S5 en servei.

- Eritrea: 13 unitats de 2S5 a partir de 2024.[14]
- Rússia: 120 unitats de 2S5 en servei i 750 emmagatzemades a partir de 2024.[15]
- Ucraïna: Un cert nombre de 2S5 a partir de 2024.[16]
- Uzbekistan: Un cert nombre de 2S5 a partir de 2024.[17]

### Antics
- Etiòpia: Es van lliurar un total de 10 unitats 2S5.[18]
- Finlàndia: 18 unitats de Telak 91 (2S5) a partir de 2010.[19]
- URSS: uns 500 unitats a la part europea a partir de 1990.[20]